# شركة سند للتأمين وإعادة التأمين التعاوني
شركة سند للتأمين وإعادة التأمين التعاوني هي شركة مساهمة سعودية سابقة، تأسست في التاسع من يوليو عام 2007، برأس مال يبلغ مئتان مليون ريال سعودي، يتمثل نشاط شركة سند للتأمين وإعادة التأمين التعاوني في مزاولة أعمال التامين التعاوني واعادة التأمين وكل ما يتعلق بنشاط التأمين.

## إلغاء الإدراج
في 10 مايو 2017م، أصدر مجلس هيئة السوق المالية السعودية، قرارا بإلغاء إدراج أسهم شركة سند للتأمين التعاوني في السوق المالية السعودية (تداول).